# Aleš Kačičnik
Aleš Kačičnik, slovenski nogometaš in trener, * 28. september 1973.
Kačičnik je večji del kariere igral v slovenski ligi za klube Celje, Maribor, Šmartno ob Paki, Dravograd in Domžale. Skupno je v prvi slovenski ligi odigral 286 prvenstvenih tekem in dosegel osem golov. Igral je tudi za 1. FC Vöcklabruck v avstrijski ligi.